# Vidyadhara

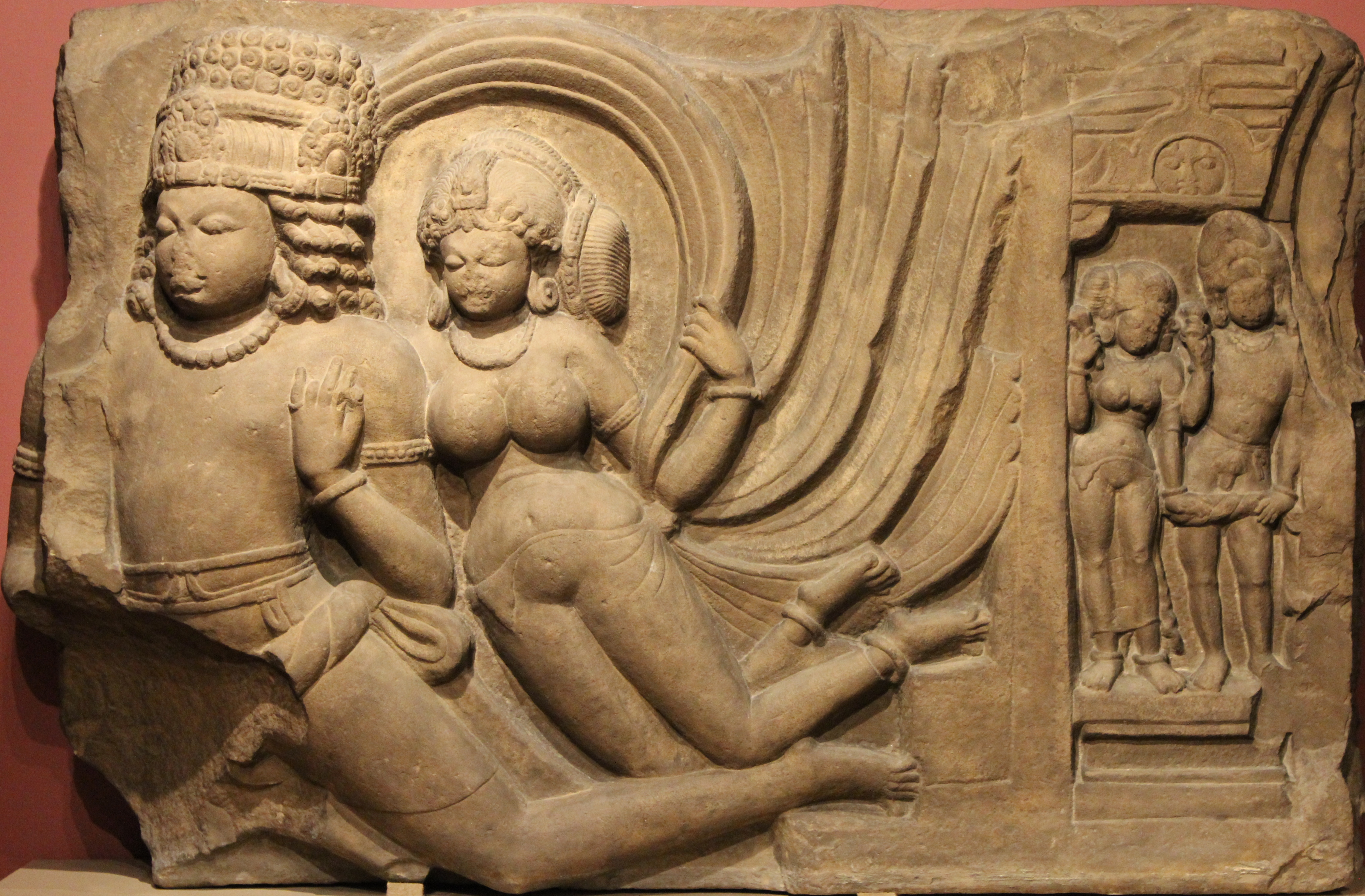
Couple de vidyādharas.

Vidyādhara (mot sanskrit signifiant porteur de connaissance) désigne en Inde des êtres ressemblant aux hommes, mais doués de pouvoirs magiques, qui circulent dans les airs et habitent l'espace intermédiaire entre les hommes et les dieux. Ils sont bienveillants pour les hommes et se mêlent volontiers de leurs affaires.
Selon le Bardo Todröl, c'est un détenteur de connaissance, terme désignant des pratiquants éveillés dans le Vajrayana, et une classe de déités semi-courroucées liées à l'énergie de la parole dans le Bardo Todröl